# Le Lou-du-Lac
Le Lou-du-Lac (en bretó Al Loc'h, en gal·ló Le Lóc) és un municipi francès, situat a la regió de Bretanya, al departament d'Ille i Vilaine. L'any 2006 tenia 106 habitants.

## Demografia
| 1962                                       | 1968 | 1975 | 1982 | 1990 | 1999 |
| ------------------------------------------ | ---- | ---- | ---- | ---- | ---- |
| 125                                        | 100  | 87   | 114  | 107  | 100  |
| Des de 1962: població sense dobles comptes |      |      |      |      |      |

## Administració
| Període   | Identitat        | Partit |
| --------- | ---------------- | ------ |
| 2001-2008 | Daniel Georgault |        |
| 2008-     | Édith Renaudin   |        |